# 地月空间DRO探索研究
地月空间DRO探索研究是中国科学院空间应用工程与技术中心提出的利用月球远距离逆行轨道（DRO）的战略性先导研究项目，于2022年2月提出，通过地月空间三颗人造卫星，构造国际首个基于远距离逆行轨道的地月空间三星星座。
该卫星星座由三颗人造卫星构成：
- DRO-L卫星。它于2024年2月3日通过捷龙三号运载火箭发射升空，并成功进入太阳同步轨道。[3][4]
- DRO-A卫星与DRO-B卫星。它们于2024年3月13日通过长征二号丙运载火箭发射升空。但由于上面级远征一号S故障，两颗卫星未能进入正确轨道，滞留在地球近地轨道。[5][6][7]尽管如此，藉由地面人员的应急处置，经过123天和近850万公里的轨道机动，两颗卫星最终于同年7月15日进入预定的远距离逆行轨道。[8][9][7][10]2024年8月28日，A/B卫星组合体在预定轨道分离。[2][11]

2024年8月30日，卫星星座成功构建K频段微波星间测量通信链路，验证星座组网成功。2025年3月底，DRO-B卫星离开DRO，根据图示，进入了围绕地月拉格朗日点L3、L4、L5运作的共振轨道。
DRO-A还包含一个科学负载——一个用于探测伽马射线爆发的全天空监测器，可用于探测与引力波事件相关的伽马射线爆发，例如黑洞碰撞、中子星碰撞和超新星爆发，并与引力波暴高能电磁对应体全天监测器协同工作。